# Maurice Chollet
Maurice Joseph Chollet (Losanna, 23 dicembre 1927 – Losanna, 22 febbraio 2017) è stato un cestista svizzero.

## Carriera
Con la Svizzera ha disputato due edizioni dei Giochi olimpici (1948, 1952).